# Aces High
«Aces High» es una canción escrita por Steve Harris. Es el undécimo sencillo de Iron Maiden y el segundo del álbum Powerslave. La canción cuenta la historia de un piloto británico de la Royal Air Force luchando contra la Luftwaffe alemana durante la batalla de Inglaterra (1940). La canción encabezó los primeros 20 en las listas del Reino Unido.
A pesar de ser popular entre los seguidores, la canción rara vez es tocada en vivo. Solo se tocó en el World Slavery Tour, el EdHuntour, el Rock In Rio, Live After Death, en el Somewhere Back In Time World Tour, el Maiden England Tour y recientemente en el Legacy of the Beast World Tour. En estas giras y conciertos, la canción fue  frecuentemente tocada para abrir los conciertos, por lo general precedida por un extracto de un discurso de Winston Churchill, que forma parte de un famoso discurso que el primer ministro británico dio durante la Segunda Guerra Mundial, el 4 de junio de 1940, dos días después de la derrota de Francia. En la gira actual (2025-2026 Run for your lives) ha vuelto a los escenarios.
El lado B "King of Twilight" es una versión de dos canciones de Nektar combinadas en una canción. Las canciones "Crying in the Dark" y "King of Twilight". Ambas canciones aparecen en el EP "A Tab in the Ocean". La versión en vivo de "The Number of The Beast" fue grabado el 18 de diciembre de 1983 en Dortmund, Alemania. Es la misma versión que la encontrada en el video "12 Wasted Years"
El video musical de "Aces High" empieza con un fragmento del discurso de Winston Churchill, y sigue con videos de la vida cotidiana de las tropas Aliadas, luchas reales entre la RAF y Luftwaffe, mapas animados en blanco y negro, y una breve aparición de Hitler hablando, incluyendo imágenes del documental de propaganda Why We Fight. Una versión más reciente del vídeo (disponible en el DVD "Visions of the Beast") sustituye a las antiguas imágenes con animación Flash de Camp Chaos, con Eddie luchando contra los aviones de la Luftwaffe sobre Egipto.
La canción está incluida en el juego Carmageddon II.

## Letra
There goes the siren that warns of the air raid
There comes the sound of the guns sending flak
Out for the scramble, we've got to get airborne
Got to get up for the coming attack
Jump in the cockpit and start up the engines
Remove all the wheel blocks, there's no time to waste
Gathering speed as we head down the runway
Got to get airborne before it's too late

Running (running), scrambling (scrambling), flying (flying)
Rolling (rolling), turning (turning), diving (diving), going in again

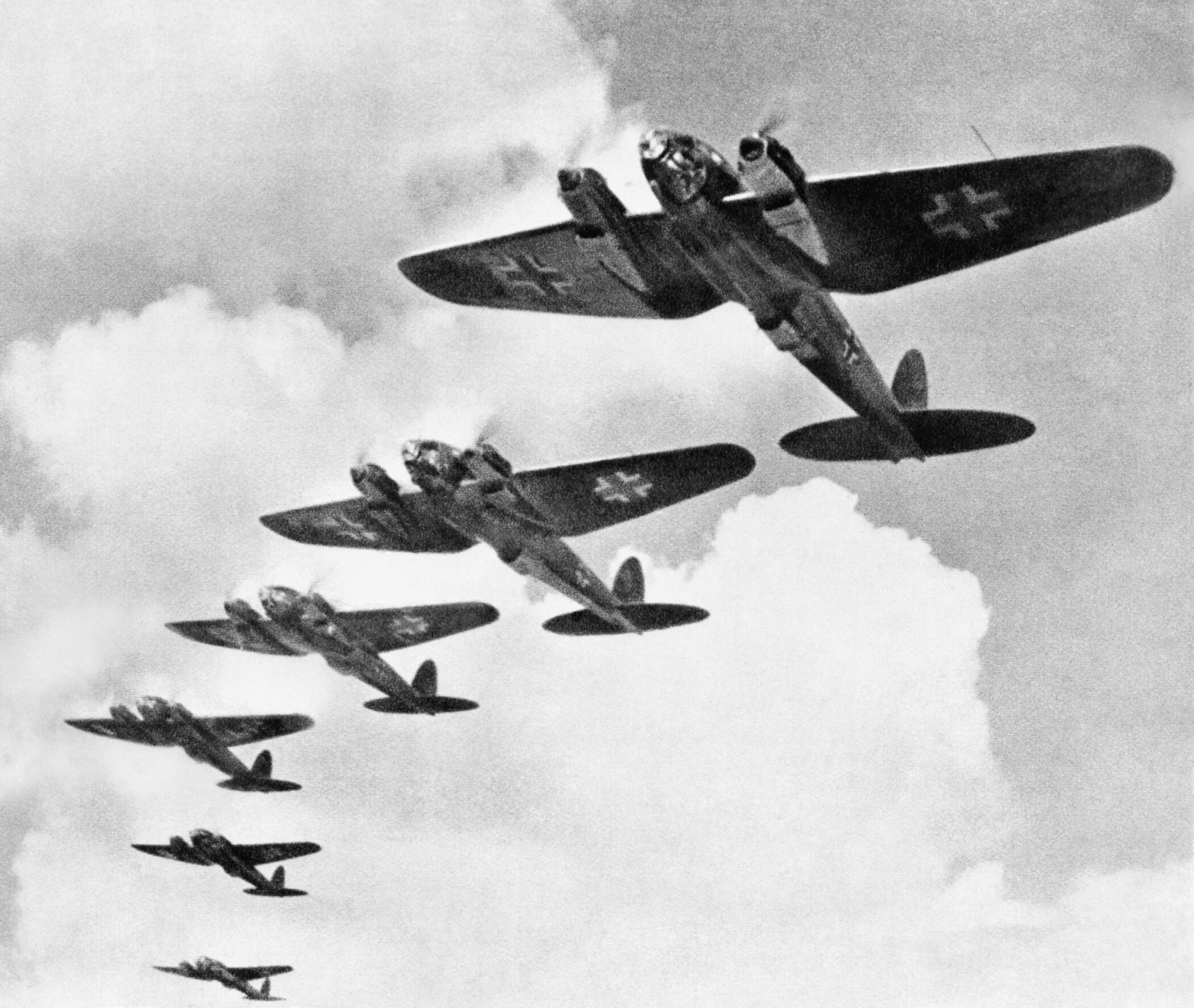
La canción trata sobre un piloto británico luchando en la batalla de Inglaterra.

Running (running), scrambling (scrambling), flying (flying)
Rolling (rolling), turning (turning), diving (diving)

Run
Live to fly
Fly to live
Do or die
Won't you run?
Live to fly
Fly to live
Aces high

[Guitar Solo: Dave Murray]
[Guitar Solo: Adrian Smith]

Move in to fire at the mainstream of bombers
Let off a sharp burst and then turn away
Roll over, spin 'round to come in behind them
Move to their blindsides and firing again
Bandits at eight o'clock move in behind us
Ten ME-109s out of the sun
Ascending and turning our spitfires to face them
Heading straight for them, I press down my guns

Rolling (rolling), turning (turning), diving (diving)
Rolling (rolling), turning (turning), diving (diving), going in again
Rolling (rolling), turning (turning), diving (diving)
Rolling (rolling), turning (turning), diving (diving)

Run
Live to fly
Fly to live
Do or die
Won't you run?
Live to fly
Fly to live

Aces high

## Lista de canciones
1. «Aces High»[4] (Steve Harris) - 4:31
2. «King of Twilight» (versión de Nektar) - 4:54
3. «The Number of the Beast» (en directo) (Harris) - 4:57

## Versiones
- Una versión se encuentra en el álbum tributo "Numbers from the Beast", con Jeff Scott Soto como vocalista, Nuno Bettencourt en guitarra, Billy Sheehan en bajo, y Vinny Appice en la batería. Aunque sigue el esquema original, la canción está claramente marcada por el estilo distintivo de Bettencourt, y ha añadido variaciones en los patrones originales de guitarra en varias partes.
- La banda finlandesa de death metal melódico Children of Bodom hizo una versión en su álbum Hatebreeder.
- Arch Enemy hizo una versión de la canción, que aparece en los álbumes Black Earth y Wages of Sin.
- La banda tributo de mujeres, The Iron Maidens, grabaron una versión de esta canción en 2006, en su álbum debut. El discurso de Churchill también puede oírse en esta versión.

## Miembros
- Steve Harris - bajo, coros
- Bruce Dickinson - voz
- Dave Murray - guitarra
- Adrian Smith - guitarra, coros
- Nicko McBrain - batería